# 汉堡马拉松
汉堡马拉松英語： 是一场一年一度在德国汉堡举行的马拉松比赛。

## 历史

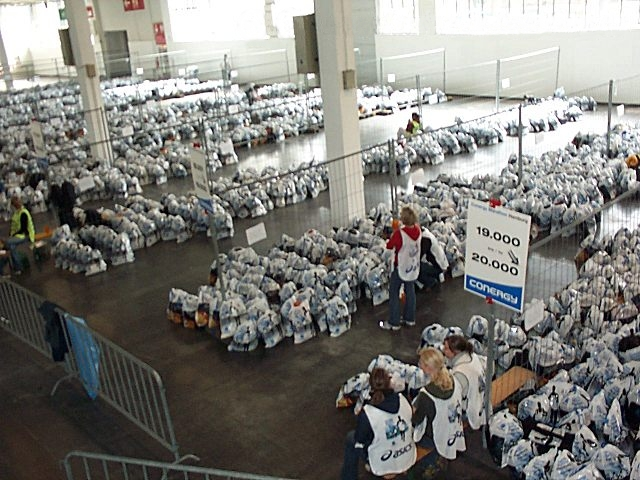
2006年汉堡马拉松

创建于1986年，第一届汉堡马拉松有8000余名选手参加。它是德国大型公路跑步比赛，定于每年4月末5月初举行。